# Hiệu ứng cơ thể nổi
Hiệu ứng cơ thể nổi là hiệu ứng phụ thuộc vào tiềm năng cơ thể của một transistor được ghi nhận bằng silicon trong công nghệ cách điện (SOI) đối với lịch sử sai lệch của nó và các quá trình tái hợp sóng mang. Cơ thể của transistor tạo thành một tụ điện chống lại chất nền cách điện. Điện tích tích tụ trên tụ điện này và có thể gây ra tác dụng phụ, ví dụ, mở các transistor ký sinh trong cấu trúc và gây rò rỉ ngoài trạng thái, dẫn đến tiêu thụ dòng điện cao hơn và trong trường hợp DRAM bị mất thông tin từ các tế bào bộ nhớ. Nó cũng gây ra hiệu ứng lịch sử, sự phụ thuộc của điện áp ngưỡng của transistor vào các trạng thái trước đó của nó. Trong các thiết bị tương tự, hiệu ứng cơ thể nổi được gọi là hiệu ứng kink.
Một biện pháp đối phó với hiệu ứng cơ thể nổi liên quan đến việc sử dụng các thiết bị đã cạn kiệt hoàn toàn. Lớp cách điện trong các thiết bị FD mỏng hơn đáng kể so với chiều rộng suy giảm kênh. Do đó điện tích và do đó tiềm năng cơ thể của các transistor là cố định. Tuy nhiên, hiệu ứng kênh ngắn bị xấu đi trong các thiết bị FD, thân máy vẫn có thể sạc nếu cả nguồn và cống cao và kiến trúc không phù hợp với một số thiết bị tương tự cần tiếp xúc với thân máy. Lập rãnh lai là một cách tiếp cận khác.
Mặc dù hiệu ứng cơ thể nổi có vấn đề với chip SOI DRAM, nhưng nó được khai thác làm nguyên tắc cơ bản cho công nghệ Z-RAM và T-RAM. Vì lý do này, hiệu ứng đôi khi được gọi là hiệu ứng Cinderella (Lọ Lem) trong bối cảnh của các công nghệ này, bởi vì nó biến một nhược điểm thành một lợi thế. AMD và Hynix được cấp phép Z-RAM, nhưng đến năm 2008 đã không đưa nó vào sản xuất. Một công nghệ tương tự khác (và đối thủ cạnh tranh Z-RAM) được phát triển tại Toshiba  và được tinh chỉnh tại Intel là Floating Body Cell (FBC).